# 北炭真谷地炭鉱

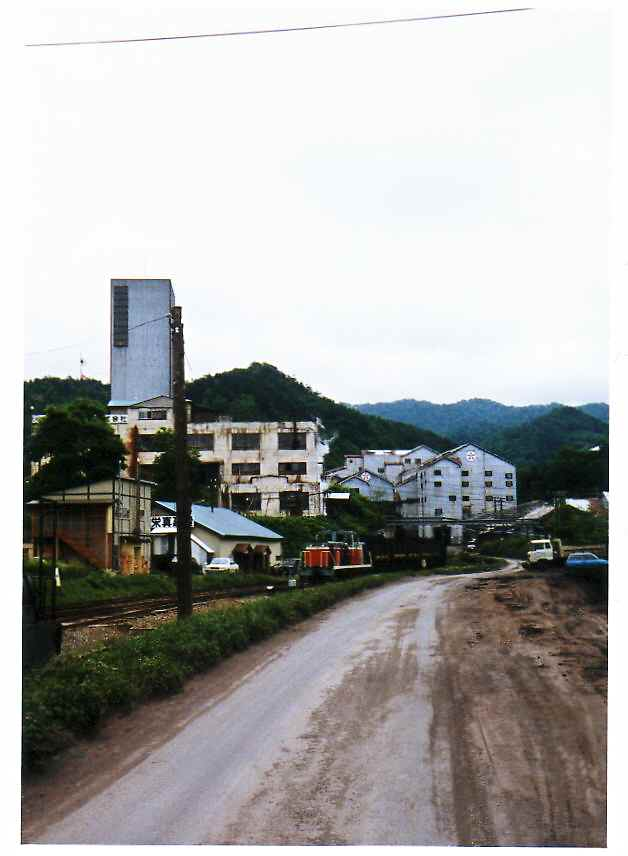
北炭真谷地炭鉱と石炭列車（1987年）

北炭真谷地炭鉱（ほくたんまやちたんこう）は北海道夕張市南西部、夕張川支流のパンケマヤチ川・ホロカクルキ川中上流域に展開された北海道炭礦汽船（北炭）経営の炭鉱。一時は同社平和鉱業所に所属した。
鉱区は真谷地および楓の2鉱区からなり、楓坑は登川砿の操業により管下に入ったが、登川砿の廃止と同時に真谷地砿に復帰した。優良な原料炭を産出し操業を続けたが、1987年夕張最後の北炭のヤマとして閉山した。

## 経緯
- 1905年 北炭がクリキ炭鉱を買収、真谷地坑に改称[1]。
- 1913年 沼ノ沢～真谷地間4.4kmに専用鉄道開通。
- 1919年 三井鉱山より登川炭鉱を買収。登川砿を設置し楓坑を真谷地砿から移管。
- 1940年 1月8日に真谷地砿でガス炭塵爆発、死亡51名。
- 1941年 平和鉱業所設置。真谷地砿、登川砿、角田砿を所管。
- 1953年 登川砿廃止、楓坑を再移管。
- 1969年 鉱業所制廃止
- 1978年 北炭再建に伴い、北炭真谷地炭鉱株式会社として分離・独立。
- 1987年 真谷地炭鉱閉山。